# Cash Bank Bigi
Cash Bank Bigi, född 18 augusti 2018, är en italiensk varmblodig travhäst. Hon tränas av Fabrice Souloy och körs av Bénjamin Rochard.
Cash Bank Bigi började tävla 2020 och inledde med en åttondeplats för att därefter ta sin första vinst i tredje starten. Hon har hittills sprungit in 221 490 euro på 35 starter varav 12 segrar, 4 andraplatser och 2 tredjeplats. Hon har tagit karriärens hittills största seger i Prix Ariste-Hémard (2022). Hon har även vunnit Prix Albert Rayon (2021) och Treåringseliten för ston (2021) samt på andraplats i Prix de Croix (2023) och Prix Bold Eagle (2023).

## Statistik
| Statistik för Cash Bank Bigi (Ref.) | Statistik för Cash Bank Bigi (Ref.) | Statistik för Cash Bank Bigi (Ref.) | Statistik för Cash Bank Bigi (Ref.) | Statistik för Cash Bank Bigi (Ref.) | Statistik för Cash Bank Bigi (Ref.) |
| ----------------------------------- | ----------------------------------- | ----------------------------------- | ----------------------------------- | ----------------------------------- | ----------------------------------- |
| Starter                             | Placeringar                         | Startprissumma                      | Segerprocent                        | Platsprocent                        | Rekord                              |
| 35                                  | 12-4-2                              | 221 490 euro                        | 34 %                                | 51 %                                | 1.10,9ak,                           |

### Större segrar
| År   | Lopp                     | Kusk                  | Vinstbelopp | Grupp   |
| ---- | ------------------------ | --------------------- | ----------- | ------- |
| 2021 | Treåringseliten för ston | Alessandro Gocciadoro | 200 000 SEK |         |
| 2021 | Prix Albert Rayon        | Alessandro Gocciadoro | 31 500 EUR  | Grupp 3 |
| 2022 | Prix Ariste-Hémard       | Bénjamin Rochard      | 54 000 EUR  | Grupp 2 |